# Ma sœur chinoise
Pour plus de détails, voir Fiche technique et Distribution.
Ma sœur chinoise est un film français réalisé par Alain Mazars, sorti en 1994.

## Synopsis
En 1977, un an après la mort de Mao, un Français (Bashung) revient en Chine comme instituteur avec sa fille. Il outrepasse vite l'interdiction d'entrer en contact avec les Chinois et se voit entraîné dans de mystérieux rendez-vous au Pavillon Rouge. 

## Fiche technique
- Titre : Ma sœur chinoise
- Scénario, réalisation et montage : Alain Mazars
- Décorateurs : Wang Hui Juan et  Zhu Ying
- Costumes : Wang Hui Juan et Zhang Rei Chang
- Photographie : Jacques Bouquin
- Son : Jean-Claude Brisson, François Groult
- Musique : Olivier Hutman
- Scripte : Annie Perreaux
- Bruitage : Pascal Chauvin
- Production :  Martine et Antoine de Clermont-Tonnerre
- Pays d'origine :  France
- Format : couleur — 35 mm — 1,66:1
- Durée : 95 minutes
- Genre :  comédie dramatique
- Date de sortie : 
  -  France -  novembre 1994

## Distribution
- Alain Bashung : Robert Chantegris
- Ru Ping : Brume de Rivière
- Jean-François Balmer : Paul Bricou
- Laure de Clermont : Blanche
- Li Heling : l'interprète

## Distinctions
- 1994 : Festival de Cannes (ACID)